# ラジカメ
ラジカメ（英: Radicame）は、松下電器産業が製造販売していたトランジスタ・ラジオ付きフィルム・カメラである。

## 概説
松下電器産業が初めて製品化したカメラである。松下電器産業は、得意とするストロボ生産技術とラジオ放送受信機生産技術を組み合わせ、AMラジオ放送受信機とストロボを内蔵し、110フィルムを用いた「ナショナルラジオ付ストロボカメラ（英: National Flash Camera with Radio）」を発売した。

### C-R1
1978年に発売された。日本に於ける価格は、携帯ケースが付属して23,800JPYだった。西ドイツに於ける価格は289.95DEMだった。ラジオ放送受信機生産の拠点であった福島工場で生産され、発売当初は月産1万台に達したという。英国の国立科学メディア博物館に収蔵されている。

### C-R2
1980年に発売された。日本に於ける価格は15,910JPYだった。C-R1の改良型で、レンズは24mmとなり、ASA400のフィルムの際は、F値はf5.6のままNDフィルターで対処する。使用電池は単3形乾電池（2本）に変わった。

### C-R3
1980年に発売された。日本に於ける価格は19,800JPYだった。外観の意匠に僅かな違いがあるが、C-R2の姉妹機で、電動式フィルム自動巻き上げ機能が追加されている。

## 余聞
カメラとラジオ放送受信機を一つにした製品には先例がある。
- 1959年に興服産業は、ミノルタ16のフィルム・カートリッジ（16mmフィルム）を用いたカメラとトランジスタ・ラジオを一体化したラメラを発売した[6][7]。
- 1959年にBell Internationalは、興服産業からラメラのOEMを受けてKamra KTC-62として発売した[8]。
- 1962年にミノルタカメラは、ミノルタ16のフィルム・カートリッジを用いたカメラとトランジスタ・ラジオを一体化したソノコンを発売した[9]。
- 1964年にゼネラル・エレクトリック・カンパニーは、126フィルムを用いたカメラとトランジスタ・ラジオを一体化したTransistomatic Camera/Radio Model G822を発売した[10]。イーストマン・コダックが前年に発売したインスタマチック100と関係がある[10]。

- ラメラ
- Kamra KTC-62

## 脚註